# Pardinyes altes
Pardinyes altes és una partida de l'Horta de Lleida, pertanyent a la ciutat de Lleida.
Limita amb les següents partides de Lleida.:
- Al nord i a l'est amb La Plana de Lleida.
- Al sud amb Pardinyes baixes.
- A l'oest amb Jesuset.